# Monoxenus spinator
Monoxenus spinator là một loài bọ cánh cứng trong họ Cerambycidae.